# Ronwaldsiedlung
Die Ronwaldsiedlung ist eine Siedlung der kreisfreien Stadt Fürth (Mittelfranken, Bayern).
Sie wird begrenzt durch die Kläranlage im Süden, die Regnitz im Westen, die Bahnstrecke Nürnberg-Bamberg im Norden sowie die Erlanger Straße im Osten. Die Flächen der Ronwaldsiedlung werden im Grundbuch Ronhof geführt.
Insbesondere in der Ronwaldstraße kommt der alte Siedlungscharakter zum Vorschein, der auch durch den geltenden Bebauungsplan geschützt werden soll.
In der Ronwaldsiedlung gibt es einen Bunker, der inzwischen zu einem Wohnhaus umgebaut wurde. In direkter Nachbarschaft besteht das Siedlerheim der Siedlervereinigung Ronwald e. V.
Verkehrstechnisch wird die Ronwaldsiedlung über die Erlanger Straße erschlossen, an der ebenfalls mehrere Buslinien an den Haltestellen Seeackstraße sowie Asternstraße halten. Auch ist eine S-Bahn-Station an der Bahnstrecke Nürnberg-Bamberg geplant („Stadeln-Süd“).